# Серра-ду-Салитри
Серра-ду-Салитри (порт. Serra do Salitre) — муниципалитет в Бразилии, входит в штат Минас-Жерайс. Составная часть мезорегиона Триангулу-Минейру-и-Алту-Паранаиба. Входит в экономико-статистический микрорегион Патросиниу. Население составляет 10 429 человек на 2006 год. Занимает площадь 1297,748 км². Плотность населения — 8,0 чел./км².
Праздник города — 7 сентября.

## История
Город основан 13 июля 1853 года.

## Статистика
- Валовой внутренний продукт на 2003 год составляет 73 528 306,00 реалов (данные: Бразильский институт географии и статистики).
- Валовой внутренний продукт на душу населения на 2003 год составляет 7387,55 реалов (данные: Бразильский институт географии и статистики).
- Индекс развития человеческого потенциала на 2000 год составляет 0,745 (данные: Программа развития ООН).